# Pedro Laurentino
Pedro Laurentino este un oraș în Piauí (PI), Brazilia.